# Need for Speed: Carbon
Jocul video Need for Speed: Carbon este continuarea jocului Need for Speed Most Wanted. Jucătorul pleacă din Rockport și se îndreaptă spre Palmont unde se întrece cu Kenji, Wolf și Angie. Aceștia sunt prinși de poliție și jucătorul scăpă cu o geantă plină cu bani de la prietena sa Nikki.
Jocul continuă tradiția jocurilor din serie, revenind la peisajul nocturn, specific atmosferei din primele titluri.

## Descrierea jocului
Prin Canionul Palmont jucătorul este urmărit de Cross. Jucătorul se accidentează de un camion cu lemne și este prins de cross și Darius, care a aflat care este recompensa pentru capturarea jucătorului. Apoi apare Nikki intr-un Ford GT și ea împreună cu Neville și îl pun pe jucător în situația să aleagă între trei mașini: Mazda RX8, Chevrolet Camaro SS și Alfa Romeo Brera. Jucătorul trebuie să-i învingă pe Kenji, Wolf și Angie. După ce i-a învins (dacă reușește) jucătorul trebuie să-l învingă pe Darius și cei trei, dar polițiștii apar mereu ca să-l prindă pe jucător după fiecare cursă. Într-un final jucătorul reușește să-l învingă pe Darius și câștigă jocul.
Orașul este împărțit în câteva sectoare mari, fiecare aflat sub controlul unui grup de șoferi:T.F.K grupul lui Wolf,21st street grupul lui Angie și ultimul grup Bushido grupul lui Kenji.Jucătorul trebuie să-și creeze propria gașcă și apoi începe să concureze, după câștigarea unor curse, jucătorul va fii în măsură să controleze anumite porțiuni ale acestor sectoare. Dacă sunt cucerite toate porțiunile unui sector, jucătorul poate provoca la duel direct pe șeful grupului adversar, dacă acesta este învins este preluat controlul întregului sector.